# Oedaleus infernalis
Oedaleus infernalis är en insektsart som beskrevs av Henri Saussure 1884. Oedaleus infernalis ingår i släktet Oedaleus och familjen gräshoppor. Inga underarter finns listade i Catalogue of Life.

## Bildgalleri

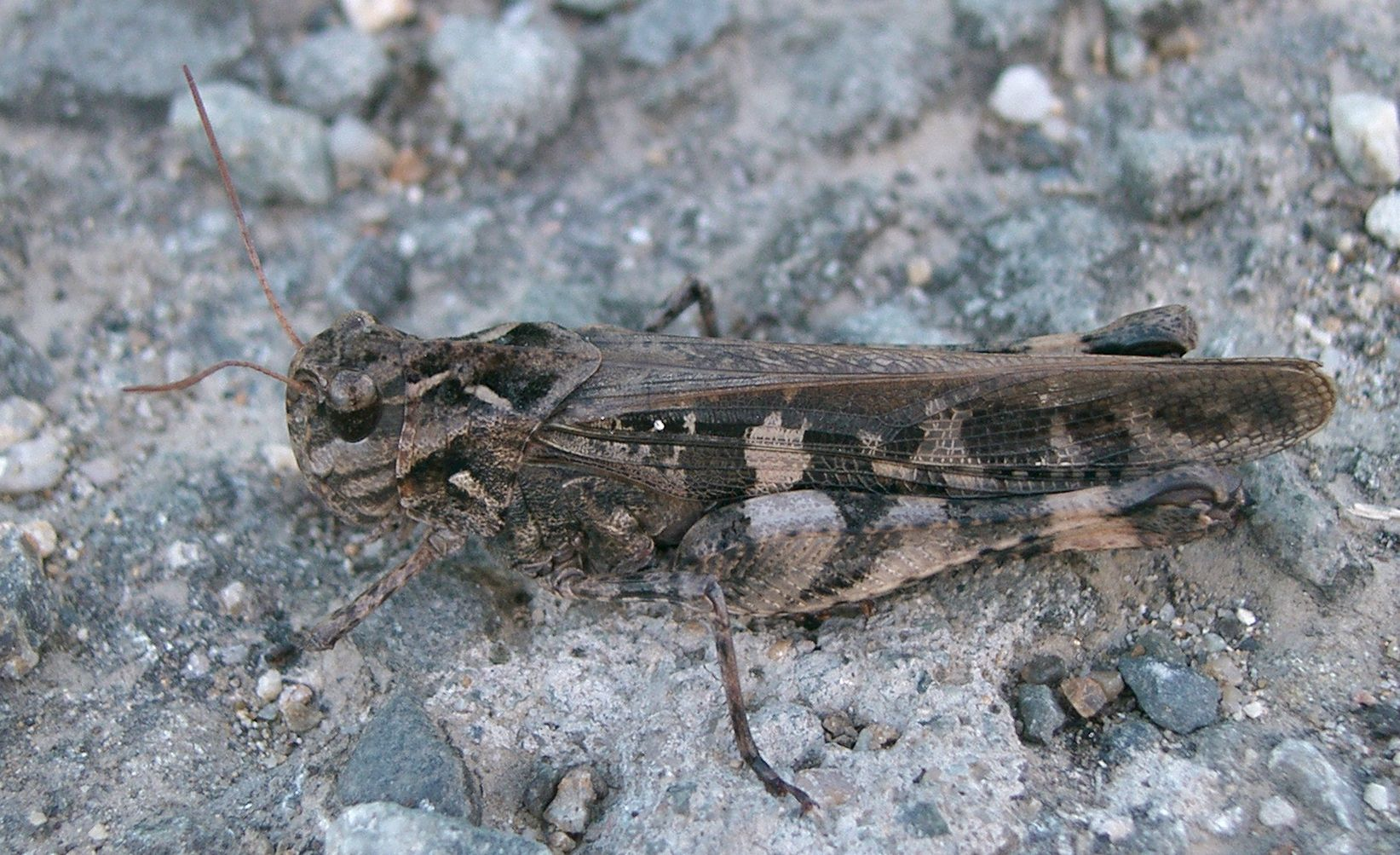